# Галактоза
Галакто́за (от греческого корня γάλακτ-, «молоко») — один из простых сахаров, моносахарид из группы гексоз, изомер глюкозы. Отличается от глюкозы пространственным расположением водородной и гидроксильной групп у 4-го углеродного атома. Содержится в животных и растительных организмах, в том числе в некоторых микроорганизмах. Один из основных и важных элементов, входящих в питание (пищу) грудных детей. Входит в состав дисахаридов — лактозы и лактулозы.

## Механизм действия
При окислении образует галактоновую, галактуроновую и слизевую кислоты. L-галактоза входит в состав полисахаридов красных водорослей. D-галактоза широко распространена в природе, входит в состав олигосахаридов (мелибиозы, рафинозы, стахиозы), некоторых гликозидов, растительных и бактериальных полисахаридов (камедей, слизей, галактанов, пектиновых веществ, гемицеллюлоз), в организме животных и человека — в состав лактозы, группоспецифических полисахаридов, цереброзидов, кератосульфата и др. В животных и растительных тканях D-галактоза может включаться в гликолиз при участии уридиндифосфат-В-глюкозо-4-эпимеразы, превращаясь в глюкозо-1-фосфат, который и усваивается. У человека наследственное отсутствие этого фермента приводит к неспособности утилизировать D-галактозу из лактозы и вызывает тяжёлое заболевание — галактоземию.
Ряд продуктов растительного происхождения содержит олигосахариды — галактозиды (раффинозу, стахиозу) и нуклеопротеины, которые могут быть потенциальными источниками галактозы. Источники галактозидов: бобовые — горох, бобы, фасоль, чечевица, маш, нут и др.; соя (но не изолят соевого белка); шпинат; какао, шоколад; орех. Источники нуклеопротеинов: печень, почки, мозги и другие субпродукты, ливерная колбаса, яйца. 

## Строение молекулы
Галактоза может существовать в виде α- и β-галактозы
Циклические формы галактозы

| Изомеры D-галактозы | Изомеры D-галактозы | Изомеры D-галактозы |
| Линейная форма      | Проекция Хеуорса    | Проекция Хеуорса    |
| ------------------- | ------------------- | ------------------- |
|                     | α-D-галактофураноза | β-D-галактофураноза |
| α-D-галактопираноза | β-D-галактопираноза |                     |

α-D-галактофураноза - (2R,3R,4S,5S)-5-[(R)-1,2-дигидроксиэтил)]-оксолан-2,3,4-триол

α-L-галактофураноза - (2S,3S,4R,5R)-5-[(S)-1,2-дигидроксиэтил)]-оксолан-2,3,4-триол

β-D-галактофураноза - (2S,3R,4S,5S)-5-[(R)-1,2-дигидроксиэтил)]-оксолан-2,3,4-триол

β-L-галактофураноза - (2R,3S,4R,5R)-5-[(S)-1,2-дигидроксиэтил)]-оксолан-2,3,4-триол

α-D-галактопираноза - (2R,3R,4S,5S,6R)-6-(гидроксиметил)-оксан-2,3,4,5-тетраол

α-L-галактопираноза - (2S,3S,4R,5R,6S)-6-(гидроксиметил)-оксан-2,3,4,5-тетраол

β-D-галактопираноза - (2S,3R,4S,5S,6R)-6-(гидроксиметил)-оксан-2,3,4,5-тетраол

β-L-галактопираноза - (2R,3S,4R,5R,6S)-6-(гидроксиметил)-оксан-2,3,4,5-тетраол